# Jesse Lingard
Jesse Ellis Lingard (født 15. december 1992) er en engelsk professionel fodboldspiller, som spiller for K League 1-klubben FC Seoul.

## Klubkarriere

### Manchester United
Lingard begyndte sin karriere hos Manchester United, hvis ungdomsakademi han blev del af som 7-år gammel. Han fik sin førsteholdsdebut for United den 30. november 2011, i en League Cup-kamp imod Crystal Palace.

#### Lejeaftaler
I søgen om mere spilletid og erfaring, blev Lingard over de næste sæsoner udlejet til forskellige klubber. Han tilbragte her tid hos Leicester City, Birmingham City, Brighton & Hove Albion og Derby County.

#### Førsteholdsgennembrud
Lingard fik sin chance på førsteholdet hos Manchester United i 2015-16 sæsonen, hvor at han tilbragte sæsonen hovedsageligt som rotationsspiller på holdet. Hans sluttede sæsonen af med, at score det vindene mål i ekstra spilletid af FA Cup-finalen, som sikrede trofæet for United.
Han spillede over de næste 3 sæsoner som en vigtig spiller for United. Hans bedste sæson kom i 2017-18, hvor han scorede 8 mål og lavede 6 assist.

#### Leje til West Ham
Lingard mistede i løbet af 2020-21 sin plads på holdet efter en række dårlige optrædener, og han blev i januar 2021 udlejet til West Ham United. Lejeaftalen satte nyt liv i Lingard, som begyndte at spille det bedste fodbold i sin karriere. Han blev kåret som månedens spiller i Premier League i april 2021.

#### Retur til United
Lingard vendte tilbage til Manchester United efter lejeaftalen, men fik her endnu mindre spilletid end tidligere. Den 1. juni 2022 annoncerede United, at Lingard ville forlade klubben ved kontraktudløb.

### Nottingham Forest
Lingard skiftede i juli 2022 til Nottingham Forest. Han forlod klubben ved slutningen af 2022-23 sæsonen, uden at have scoret for klubben.

### FC Seoul
Efter at have været uden en klub i mere end et halvt år, skiftede Lingard i februar 2024 til sydkoreanske FC Seoul.

## Landsholdskarriere

### Ungdomslandshold
Lingard har repræsenteret England på flere ungdomsniveauer.

### Seniorlandshold
Lingard debuterede for Englands landshold den 8. oktober 2016. Han var del af Englands trup til VM 2018.

## Titler
Manchester United
- FA Cup: 1 (2015-16)
- EFL Cup: 1 (2016-17)
- FA Community Shield: 1 (2016)
- UEFA Europa League: 1 (2016-17)

Individuelle
- Premier League Månedens spiller: 1 (April 2021)

## Reference
1. ↑  Jolly, Richard. (8. november 2015) "Jesse Lingard says first Manchester United goal a 'dream come true' ESPN. Hentet 3. september 2022.
2. 1 2 3  "Jesse Lingard - Stats by competition" Transfermarkt. Hentet 3. september 2022.
3. ↑  "Jesse Lingard - Transfer history" Transfermarkt. Hentet 3. september 2022.
4. ↑  McNulty, Phil. (21. maj 2016) "Crystal Palace 1-2 Manchester United" BBC Sport. Hentet 3. september 2022.
5. ↑  "West Ham United sign England international Jesse Lingard on loan" West Ham United. 29. januar 2021. Hentet 3. september 2022.
6. ↑  "Lingard wins April 2021 EA SPORTS Player of the Month award" Premier League. 14. maj 2021. Hentet 3. september 2022.
7. ↑  "Lingard to leave United" Manchester United. 1. juni 2022. Hentet 3. september 2022.
8. ↑  Ornstein, David. (21. juli 2022) "Jesse Lingard joins Nottingham Forest on one-year deal" The Athletic. Hentet 3. september 2022.
9. ↑  "Forest confirm retained list" Nottingham Forest. 2. juni 2023. Hentet 25. december 2023.
10. ↑  Graves, Pete & Mackenzie Thomas. (7. februar 2024) "Jesse Lingard: Former Man Utd forward completes move to South Korean club FC Seoul" SkySports. Hentet 10. marts 2024.
11. 1 2  "Jesse Lingard - National team" Transfermarkt. Hentet 3. september 2022.